# Blauw-Wit in het seizoen 1959/60
Het seizoen 1959/1960 was het zesde jaar in het bestaan van de Amsterdamse betaaldvoetbalclub Blauw-Wit. De club kwam uit in de Eredivisie en eindigde daarin, na een beslissingswedstrijd tegen Elinkwijk op de 16e plaats. Dit betekende dat de club rechtstreeks degradeerde naar de Eerste divisie.

## Wedstrijdstatistieken

### Eredivisie
|       | ADO   | Ajax  | DOS   | DWS/A | Elinkwijk | Sportclub Enschede | Feijenoord | Fortuna '54 | MVV   | NAC   | PSV   | Rapid JC | Sittardia | Sparta | Volendam | VVV   | Willem II |
| ----- | ----- | ----- | ----- | ----- | --------- | ------------------ | ---------- | ----------- | ----- | ----- | ----- | -------- | --------- | ------ | -------- | ----- | --------- |
| Thuis | 2 – 1 | 1 – 0 | 0 – 5 | 0 – 2 | 0 – 0     | 3 – 2              | 2 – 7      | 1 – 4       | 0 – 2 | 4 – 3 | 1 – 1 | 3 – 1    | 5 – 2     | 2 – 1  | 2 – 3    | 2 – 0 | 0 – 1     |
| Uit   | 4 – 2 | 8 – 1 | 3 – 2 | 2 – 0 | 1 – 3     | 6 – 3              | 2 – 0      | 5 – 2       | 4 – 2 | 1 – 2 | 6 – 1 | 0 – 1    | 1 – 1     | 0 – 2  | 2 – 1    | 0 – 0 | 2 – 2     |

### Beslissingswedstrijd
| Beslissingswedstrijd 15e en 16e plaats                                                               | Elinkwijk        | 1 – 0 (1 – 0) | Blauw-Wit |
| 26 mei 1960 Plaats: Rotterdam Stadion Feijenoord Toeschouwers: 20.000 Scheidsrechter: Jan Bronkhorst | Jan de Jongh 20' |               |           |

## Statistieken Blauw-Wit 1959/1960

### Eindstand Blauw-Wit in de Nederlandse Eredivisie 1959 / 1960
| Stand | Gespeeld | Gewonnen | Gelijk | Verloren | Punten | Doelpunten voor | Doelpunten tegen |
| ----- | -------- | -------- | ------ | -------- | ------ | --------------- | ---------------- |
| 16e   | 34       | 12       | 5      | 17       | 29     | 53              | 82               |

### Topscorers
| #      | Naam                | Goal |
| ------ | ------------------- | ---- |
| 1.     | Dries Mul           | 11   |
| 2.     | Herman Koers        | 9    |
| 3.     | Arie van den Berg   | 7    |
| 3.     | Cor Machielsen      | 7    |
| 5.     | Jan van Doesselaar  | 4    |
| 6.     | Paul Degenaar       | 3    |
| 6.     | Rob Uytermerk       | 3    |
| 8.     | Gerrie Althoff      | 1    |
| 8.     | Nico Engelander     | 1    |
| 8.     | Nico Jonker         | 1    |
| 8.     | Meindert van Kalken | 1    |
| 8.     | Frans van der Klink | 1    |
| 8.     | Piet Klockenbrink   | 1    |
| 8.     | Kees Noomen         | 1    |
| 8.     | Herman Rijkaard     | 1    |
| 8.     | Jan Royé            | 1    |
| Totaal | Totaal              | 53   |

| #      | Naam        | Goal |
| ------ | ----------- | ---- |
| –      | Geen speler | 0    |
| Totaal | Totaal      | 0    |